# Cantonul Salies-de-Béarn
Cantonul Salies-de-Béarn este un canton din arondismentul Pau, departamentul Pyrénées-Atlantiques, regiunea Aquitania, Franța.

## Comune
- Auterrive
- Bellocq
- Bérenx
- Carresse-Cassaber
- Castagnède
- Escos
- Labastide-Villefranche
- Lahontan
- Léren
- Saint-Dos
- Saint-Pé-de-Léren
- Salies-de-Béarn (reședință)